# 督姓
督姓是中國的一個姓氏，《通志·氏族略》有一说法是“仉”与“督”二個姓原是“仉督”這個复姓，但今已无此复姓。
另外兩種較常見的說法：一是出自春秋时宋戴公之孫华督之后代，以祖名为氏。二是出自春秋时燕国有督亢地，該地居民以地名为姓氏。

## 延伸阅读
[在维基数据编辑]
 《百家姓》
 《欽定古今圖書集成·明倫彙編·氏族典·督姓部》，出自陈梦雷《古今圖書集成》